# Sauerburger
Die F.X.S. Sauerburger Traktoren und Gerätebau GmbH ist ein deutscher Hersteller von Hanggeräteträgern und Anbaugeräten für den landwirtschaftlichen und kommunalen Gebrauch. Das Familienunternehmen mit rund 70 Mitarbeitern hat seinen Sitz in Wasenweiler am Kaiserstuhl. 

## Geschichte
Die Anfänge von Sauerburger waren im Schmiedehandwerk. Anfang der 60er-Jahre begann Franz Xaver Sauerburger Senior mit dem Handel und Reparaturen von Landmaschinen. Mit der Zeit wurden dann auch eigene Anbaugeräte entwickelt und gebaut, der erste Schmalspurtraktor dann 1981. Im Laufe der Zeit hat sich Sauerburger auch Großflächenmulchgeräte und Hanggeräteträger spezialisiert.

## Produkte
F.X.S. Sauerburger Traktoren und Gerätebau GmbH entwickelt, produziert und vertreibt vor allem Hanggeräteträger und Großflächenmulchgeräte. 